# Соланья
Соланья (італ. Solagna, вен. Sołagna) — муніципалітет в Італії, у регіоні Венето, провінція Віченца.
Соланья розташована на відстані близько 440 км на північ від Рима, 65 км на північний захід від Венеції, 33 км на північний схід від Віченци.
Населення — 1937 осіб (2014).
Покровитель — Santa Giustina.

## Демографія
Населення за роками:

Станом на 1 січня 2023 року в муніципалітеті офіційно проживало 98 іноземців з 28 країн, серед них 52 громадяни країн Євросоюзу та 3 громадяни України.

## Сусідні муніципалітети
- Бассано-дель-Граппа
- Камполонго-суль-Брента
- Пове-дель-Ґраппа
- Романо-д'Еццеліно
- Сан-Нацаріо

## Міста-побратими
- Кодоньо, Італія